# Otoconcha dimidiata
Otoconcha dimidiata är en snäckart som först beskrevs av Ludwig Pfeiffer 1853.  Otoconcha dimidiata ingår i släktet Otoconcha och familjen Charopidae. Inga underarter finns listade i Catalogue of Life.